# Pieni Huuhtisaari (ö i S:t Michel, lat 61,61, long 27,73)
Pieni Huuhtisaari är en ö i Finland. Den ligger i sjön Saimen och i kommunen Sankt Michel i den ekonomiska regionen  S:t Michel och landskapet Södra Savolax, i den södra delen av landet, 220 km nordost om huvudstaden Helsingfors. Öns area är 5 hektar och dess största längd är 310 meter i öst-västlig riktning.